# ラウベル・デジェー
ラウベル・デジェー（Lauber Dezső、1879年5月23日 - 1966年9月5日）は、ハンガリーの男性建築家、スポーツ選手。バラニャ県ペーチ出身。
多くのスポーツをこなし、ボブスレー、アイススケート、ゴルフ、自転車などの大会に出場して経験をもっていた。1908年のロンドンオリンピックではテニス競技の男子シングルスにエントリーしたが1回戦で敗れている。
彼は建築家でもあり、1924年のパリオリンピックの芸術競技の建築部門に友人のハヨス・アルフレッドとともに出場し、"Plan for Budapest Swimming Stadium"で銀メダルを獲得している。この競技の金メダリストはいないため出場選手の中では1番ということになる。
その後はハンガリーオリンピック委員会の書記官を務めている。